# Splendente
Splendente è il quarto album pubblicato dagli Otierre, con la formazione di Esa, Polare, Vigor e Dj Skizo. Il disco vede le collaborazioni di DJ Bront, Ice One, Dj Shocca e Tormento.
Il disco nasce per celebrare i 30 anni di attività del gruppo ed è anticipato dall'omonimo singolo "Splendente" uscito con videoclip su YouTube.

## Tracce
1. Brothers Intro – 1:09
2. Splendente – 3:42
3. La Cazzimma feat. DJ Bront & DJ Skizo – 3:05
4. Rap di Qualità feat. Ice One – 3:46
5. Crisi di identità feat. DJ Bront & DJ Skizo – 3:23
6. Fiore di Loto – 3:04
7. Il vero Rap feat. Dj Shocca – 2:58
8. In presa bene – 2:40
9. Sotto queste stelle feat. Tormento & DJ Skizo – 4:27
10. Freddy Crewger – 4:11
11. Questa è guerra feat. DJ Bront & DJ Skizo – 3:08
12. La sinfonia – 2:26
13. Potala feat. DJ Sandal – 3:03
14. Ancora funky feat. Toni-L – 3:33
15. Bombalo – 2:53

## Formazione
- Esa aka El Presidente aka DJ Funkprez
- Polare
- DJ Skizo
- Ice One
- Vigor
- Tormento
- DJ Bront
- Ice One
- Toni L